# Прилози за књижевност, језик, историју и фолклор
Прилози за књижевност, језик, историју и фолклор је научни часопис. У овом часопису  могу се наћи чланци и расправе на теме из књижевности, језика, историје, као и из фолклора, односно уметности која у традиционалним облицима живи у народу.

## Почеци и историја часописа
Часопис Прилози за књижевност, језик, историју и фолклор је српски часопис, који је први пут објављен у 20. веку, тачније 1921. године у Београду. Као издавач се води Филолошки факултет Универзитета у Београду. Оснивач , као и уредник овог часописа био је Павле Поповић. Први број изашао је 1921. године и излазио је до 1940. године у четири свеске годишње, а до данас има осамдесет шест бројева (последњи изашао 2020. године) . Као мото на насловној страни, налазе се речи Светог Јеронима, од 1923. године. Данас, штамшање овог часописа финансира Министарство просвете,науке и технолошког развоја Републике Србије. А такође, на интернету могу се пронаћи, у електорнској верзији, новији бројеви, али и једни од првих издатих бројева.

## Рубрике
У овом часопису од његовог настанка, па до данас, могле су се наћи сличне рубрике. Углавном то су:
- Чланци и расправе
- Прилози и грађа
- Сећања и сведочења
- Прикази и критике
- Белешке и осврти
- Расправе

У неким ранијим деловима часописа, могу се видети и читуље људи који су учествовали у изради часописа, својим текстовима, радовима, студијама.

## Редакциони одбор
Оснивач часописа и главни уредник био је српски академик и књижевни историчар, Павле Поповић. Дакле, на самом почетку, Павле Поповић био главни уредник, његови  “сауредници“ били су:  Тихомир Ђорђевић,  Веселин Чајкановић,  Владимир Ћоровић, Павле Стевановић и Урош Џонић. Часопис је штампала Државна штампарија Срба, Хрвата и Словенаца. Везано за послењи број, 86. по реду, главни одговорни уредник је Злата Бојовић док уредништво представљају: Слободан Грубачић, Giorgio Ziffer, Milica Jakobiec – Semkowowa, Томислав Јовановић, Јованка Калић – Мијушковић, Нада Милошевић – Ђорђевић, Драгана Мршевић Радовић, Johannes Reinhart и Ђорђе Трифуновћ.

## Познати аутори  текстова, студија, распава
Од почетка рада часописа „Прилози за књижевност, језик, историју и фолклор“, многи утицајни људи свог времена, делили су своје знање и запажања, из различитих области. Неки од њих су:
- Бошко Десница
- Петар Колендић
- Алекса Ивић
- Милан Решетар
- Љубомир Стојановић
- Сима Пандуровић

Али и многи други.